# Cappuccino-Effekt
Cappuccino-Effekt nennt man das akustische Phänomen, das unmittelbar nach dem Umrühren einer Tasse Cappuccino auftritt: Klopft man mit dem Löffel mehrmals hintereinander an die Tasse, so steigt die Tonhöhe innerhalb der ersten Sekunden deutlich hörbar an. Dieser Effekt lässt sich, nach erneutem Umrühren, so lange wiederholen, wie noch Milchschaum vorhanden ist. Das Phänomen wurde 1982 von Frank Crawford wissenschaftlich beschrieben, der sich unter anderem auf W.E. Farrell, D.P. McKenzie und R.L. Parker bezieht. Im Englischen wird der Effekt als „Hot-Chocolate-Effect“ bezeichnet.
Das Phänomen kann auch beobachtet werden, wenn Salz in ein Glas heißes Wasser oder kaltes Bier gegeben wird.

## Physikalische Erklärung
Die in der Flüssigkeit durch das Umrühren, oder das Hinzufügen von Salz auftretenden Luftbläschen führen zu einer drastisch herabgesetzten Schallgeschwindigkeit. Ein Gehalt von 1 % Luftbläschen reduziert die Schallgeschwindigkeit in Wasser von etwa 1500 m/s auf 120 m/s, das ist niedriger als in Luft (343 m/s bei 20 °C). Dass die Geschwindigkeit derart sinkt, ist zunächst überraschend. Die Überraschung rührt daher, dass man intuitiv davon ausgeht, dass sich eine Art Mittelwert der Schallgeschwindigkeiten zwischen Luft und Wasser ergeben sollte, wie Crawford treffend bemerkt. Tatsächlich ist es aber so, dass die Schallgeschwindigkeit von der Dichte und der Kompressibilität eines Mediums abhängt. Eine hohe Dichte bewirkt eine niedrige Schallgeschwindigkeit, und ebenso bewirkt auch eine hohe Kompressibilität eine niedrige Schallgeschwindigkeit. Wasser hat eine im Vergleich zur Luft hohe Dichte, aber eine vergleichsweise verschwindende Kompressibilität. Die beiden Effekte auf die Schallgeschwindigkeit sind gegenläufig und lassen sich nur durch eine exakte Rechnung bestimmen (siehe dazu Crawford). Das Ergebnis ist bei Wasser eine vergleichsweise hohe Schallgeschwindigkeit, der Effekt, bewirkt durch die niedrige Kompressibilität, überwiegt also. Wenn nun Luft in Form von Blasen in das Wasser gegeben wird, ändert sich die Dichte kaum, wohl aber die Kompressibilität. Diese nimmt stark zu, so stark, dass es in der Konsequenz zu einer im Vergleich zur Luft niedrigeren Schallgeschwindigkeit kommen kann.
Allgemein gilt für die Tonhöhe, die man wahrnimmt, dass sie umso höher erscheint, je höher die Frequenz des Tons ist. Die Frequenz {\displaystyle f} wiederum hängt mit der Schallgeschwindigkeit {\displaystyle v} und der Wellenlänge {\displaystyle \lambda } der Schallwelle zusammen:
{\displaystyle f={\frac {v}{\lambda }}}
Wenn sich nun die Schallgeschwindigkeit {\displaystyle v} (oder {\displaystyle c}) wie beim hier beobachteten Phänomen ändert, muss sich nicht zwangsläufig auch die Tonhöhe {\displaystyle f} ändern. Die Formel erlaubt es auch, dass sich die Wellenlänge {\displaystyle \lambda } im selben Maße wie {\displaystyle v} verändert und die Tonhöhe {\displaystyle f} dafür unverändert bleibt. Das ist zum Beispiel dann der Fall, wenn man unter Wasser einen Schrei ausstößt. Die Tonhöhe wird in diesem Fall dann nicht verändert, sondern die Wellenlänge. Im hier vorliegenden Fall hat man aber eine Besonderheit vorliegen: Zwischen Gefäßboden und Flüssigkeitsoberfläche bildet sich beim Klopfen eine stehende Welle aus.
Eine solche stehende Welle hat eine Länge, die von den Abmessungen des Gefäßes abhängt. {\displaystyle \lambda } liegt also fest und kann sich nicht verändern. Daraus folgt, dass sich die Tonhöhe {\displaystyle f} verändern muss, wenn die Schallgeschwindigkeit {\displaystyle v} verändert wird.
Das bedeutet, dass sich hier die Frequenz mit steigender Ausbreitungsgeschwindigkeit erhöht. Da sich die Anzahl der in der Flüssigkeit gelösten Bläschen durch Aufstieg an die Oberfläche kontinuierlich verringert, verringert sich auch die Kompressibilität der Flüssigkeit. In der Folge erhöhen sich die Ausbreitungsgeschwindigkeit und somit die Frequenz der stehenden Welle, was zu dem hörbaren Anstieg der Tonhöhe führt.